# Maxillaria darienensis
Maxillaria darienensis är en orkidéart som beskrevs av John T. Atwood. Maxillaria darienensis ingår i släktet Maxillaria och familjen orkidéer.
Artens utbredningsområde är Panamá. Inga underarter finns listade i Catalogue of Life.